# Graphium weiskei
Graphium weiskei är en fjärilsart som först beskrevs av Ribbe 1900.  Graphium weiskei ingår i släktet Graphium och familjen riddarfjärilar.
Artens utbredningsområde är Papua Nya Guinea. Inga underarter finns listade i Catalogue of Life.

## Bildgalleri

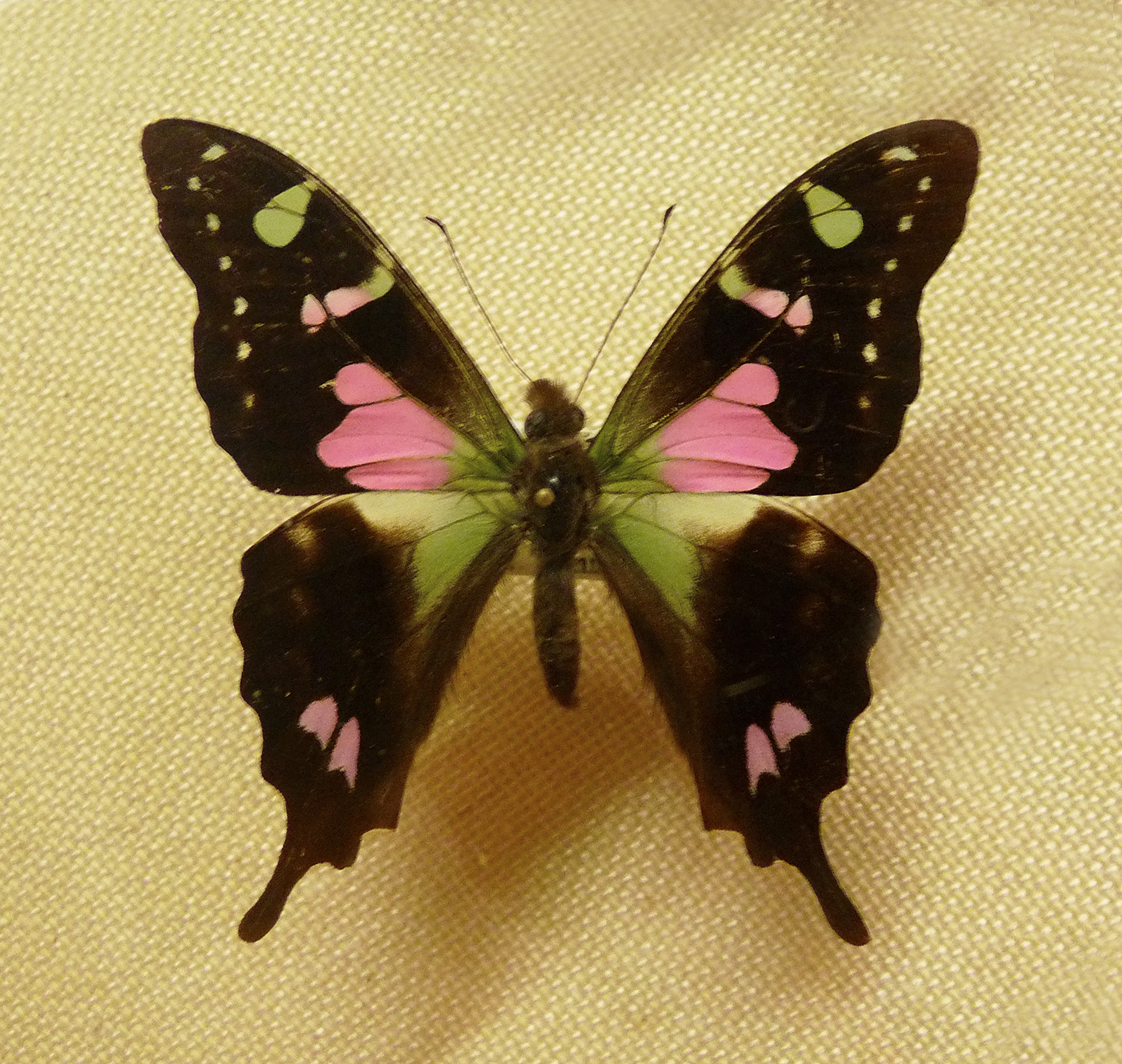
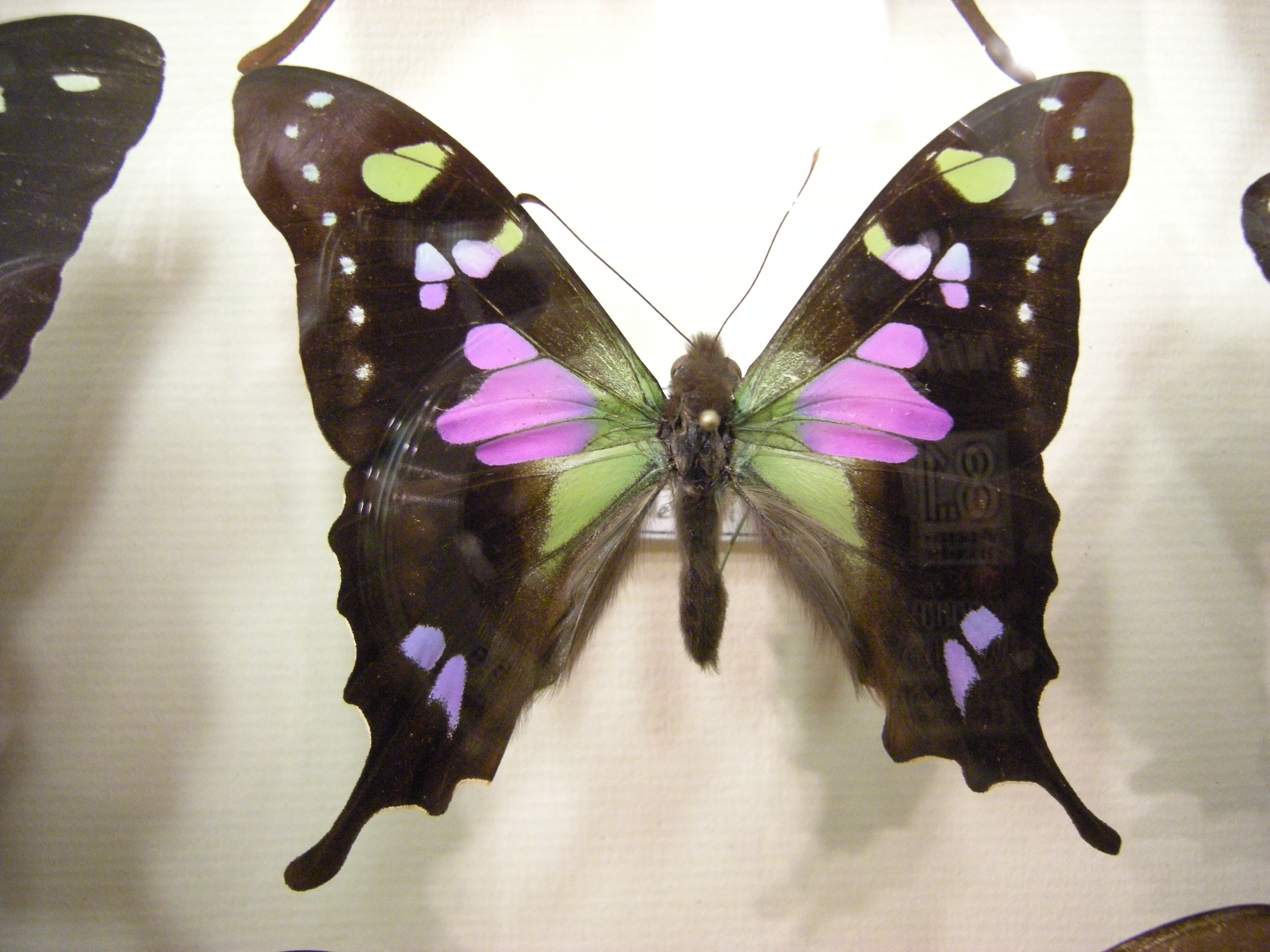
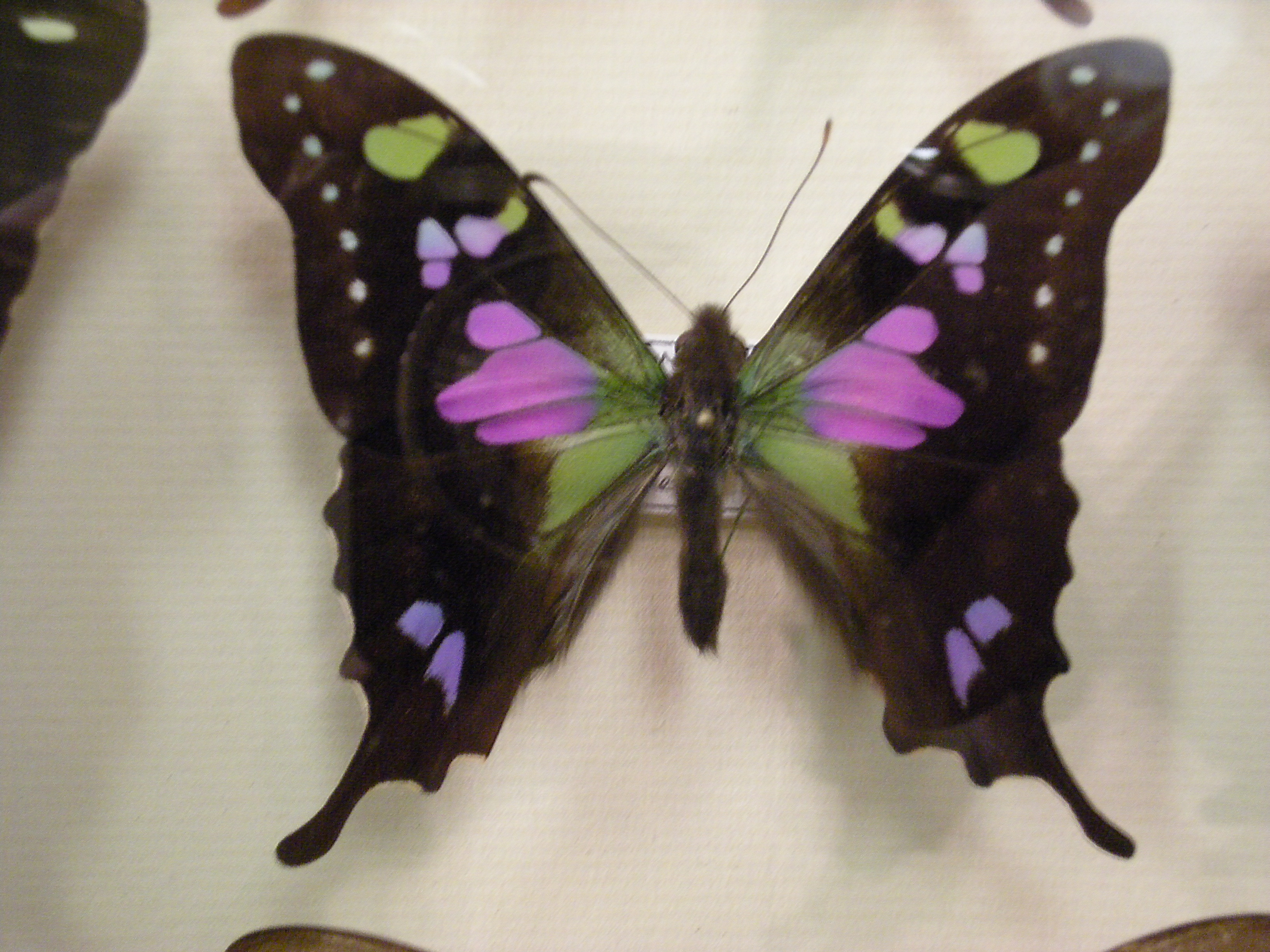